# Invictus (película)
Invictus es una película de drama deportivo del año 2009, dirigida por Clint Eastwood y protagonizada por Morgan Freeman y Matt Damon. La historia está basada en hechos reales y en el libro de John Carlin El factor humano. Trata sobre los acontecimientos en Sudáfrica antes y durante la Copa Mundial de Rugby de 1995, organizada tras el desmantelamiento del sistema segregacionista del apartheid. Freeman encarna al presidente sudafricano Nelson Mandela, y Damon a François Pienaar, el capitán de los springboks de 1992 a 1996. 
Invictus se estrenó en los Estados Unidos el 11 de diciembre de 2009. El título puede ser traducido del latín como «víctor» o «invencible», y es el título de un poema del inglés William Ernest Henley.

## Argumento
Cuenta los acontecimientos en relación con la selección de rugby de Sudáfrica en los primeros años vividos en el país tras la abolición del sistema segregacionista del apartheid. Nelson Mandela está en la presidencia de Sudáfrica después de haber pasado muchos años encarcelado por su activismo político, y desde ese puesto se dispone a construir una política de reconciliación entre la mayoría negra, que fue oprimida en el apartheid, y la minoría blanca, que se muestra temerosa de un posible revanchismo por parte del nuevo gobierno.
Para tal fin, Mandela fija su atención en la selección sudafricana de rugby, conocida como los springboks. Este equipo no pasa por una buena racha deportiva y sus fracasos se acumulan. Entre otras cosas, por el aislamiento internacional al que era sometida Sudáfrica a causa del apartheid, que había llevado a la exclusión de los springboks de las dos primeras Copas del Mundo de rugby a pesar de ser uno de los mejores equipos a nivel internacional. Además, el combinado nacional no cuenta con el apoyo de la población negra, que lo identifica con las instituciones del apartheid y por ello prefiere el fútbol. Mandela se da cuenta de que la población negra asistía a los juegos de los springboks solo para apoyar a los contrarios, algo que él recordó que también hacía cuando estaba en prisión. 
Debido a que Sudáfrica sería la sede de la Copa Mundial de Rugby de 1995, a un año de aquel entonces, Mandela decide apoyar al equipo nacional y, para ello, convence a las nuevas autoridades del Comité de Deportes Sudafricano, compuesto en su mayoría por dirigentes de raza negra, de que se unan a él en el apoyo a los springboks. Mandela convoca entonces al capitán del equipo, François Pienaar, a una reunión, en la cual le señala que el triunfo de la selección de rugby en la Copa Mundial sería un logro capaz de unir e inspirar a una nación. Como muestra de ello, comparte con el deportista un poema escrito por William Ernest Henley llamado Invictus, que le sirvió de inspiración durante sus años de prisión.
De esta forma, Pienaar y el resto de su equipo comienzan a entrenar, al mismo tiempo que, por orden del Gobierno, deben cumplir la labor de llevar el rugby a las distintas comunidades negras mediante sesiones de entrenamiento. Entretanto, muchos sudafricanos de ambas razas mantienen sus reservas y dudan de que el rugby sea capaz de unir a una nación que ha estado dividida durante cincuenta años por discriminaciones raciales. Para muchos de los ciudadanos negros, especialmente los más radicales, el equipo de los springboks simboliza la época del apartheid. El deporte nacional de los negros, como aparece representado desde la primera escena de la película, era el fútbol, el cual sí habían podido seguir practicando a pesar del apartheid. Sin embargo, Mandela y Pienaar se mantienen firmes en su teoría de que el rugby puede unir exitosamente a un país.
Las cosas empiezan a cambiar a medida que los jugadores interactúan y comparten experiencias deportivas con los locales. Durante los juegos de apertura, el apoyo por los springboks comienza a crecer entre la población negra. Para los siguientes juegos, después de las primeras victorias de los springboks en la Copa Mundial, ya los ciudadanos de todas las razas apoyaban los esfuerzos de Mandela y la selección de rugby.
Sorprendentemente, los springboks superan todas las expectativas y se clasifican para la final de la Copa Mundial, teniendo que enfrentarse con el equipo de Nueva Zelanda, los all blacks, conocidos como el equipo de rugby más exitoso del mundo en aquel entonces. Antes del juego, los springboks visitan la Isla Robben, exprisión en la cual Mandela pasó la mayor parte de sus veintisiete años de condena. La experiencia conmueve profundamente a Pienaar, quien se sorprende por el hecho de que Mandela sea un hombre capaz de perdonar a aquellas personas que lo encerraron en una celda durante casi treinta años.
Apoyado por una enorme multitud de fanáticos en el estadio Ellis Park de Johannesburgo, de ambas etnias, blanca y negra, Pienaar motiva a su equipo. Justo antes del comienzo, aparece en el horizonte un avión de pasajeros, sobrevuela en raso el estadio y su parte inferior muestra las palabras «Buena suerte, springboks». En un partido muy parejo que finalizó en un empate a 12 y de mucha tensión, los tres puntos del drop de Joel Stransky (Scott Eastwood) dieron la victoria sudafricana en tiempo suplementario, 15-12 (la primera vez en un mundial que se jugó un tiempo extra). 
Mandela y Pienaar se reúnen en el campo para celebrar la improbable e inesperada victoria. Mandela lleva puesta la camiseta de los springboks con el número 6, que era el de Pienaar, y es con esa indumentaria con la que hace entrega del trofeo de campeón del mundo a su capitán. 
Las calles de la ciudad se llenan de personas en una celebración unánime sin distinción de etnia o condición social. Entretanto, el auto de Mandela y su séquito de seguridad pasa entre la muchedumbre a su vez que el presidente sudafricano observa a su nación unida en un solo grito de victoria. Las frases del poema Invictus se oyen una vez más en su mente.

## Reparto
- Morgan Freeman como Nelson Mandela.
- Matt Damon como François Pienaar.
- Scott Eastwood como Joel Stransky.
- Isaac Fe'aunati como Jonah Lomu.
- Grant L. Roberts como Ruben Kruger.
- Bonnie Mbuli como Zindzi Mandela.
- Rolf E. Fitschen como Naka Drotske.
- Vaughn Thompson como Rudolph Straeuli.
- Charl Engelbrecht como Garry Pagel.
- Graham Lindemann como Kobus Wiese.
- Julian Lewis Jones como Etienne Feyder.[7]
- Marguerite Wheatley como novia de Pienaar.

## Recepción
La película debutó en los cines estadounidenses el 11 de diciembre de 2009. En su estreno, consiguió recaudar solo en Estados Unidos USD 8 611 147. La mayor parte de su recaudación, no obstante, llegó desde el exterior del país: casi un 70 % del total recaudado se consiguió fuera de Estados Unidos. Al final, la película obtuvo en total una taquilla de USD 122 233 971, duplicando el presupuesto inicial, que era de USD 60 000 000. En Sudáfrica, la película se estrenó en 73 cines y recaudó USD 203 501.
En cuanto a la crítica, Invictus obtuvo buenas calificaciones en general. Pero no tan brillantes como podría esperarse de la nueva película de Clint Eastwood después de que el año anterior hubiera estrenado Gran Torino. La película tiene una calificación de 7'0 en FilmAffinity, un 7'3 en IMDb y un 76 % para críticos y un 75 % para la audiencia general en Rotten Tomatoes. Algunos críticos acusaron a la cinta de no tener una relación humana que permita al espectador conectar con la historia a nivel emocional, y eso sería lo que resta fuelle al mensaje de la película y la hace menos emocionante.

## Nominaciones

### Premios Óscar
| Año  | Categoría              | Candidato      | Resultado |
| ---- | ---------------------- | -------------- | --------- |
| 2009 | Mejor actor            | Morgan Freeman | Candidato |
| 2009 | Mejor actor de reparto | Matt Damon     | Candidato |

### Sindicato de Actores
| Año  | Categoría              | Candidato      | Resultado |
| ---- | ---------------------- | -------------- | --------- |
| 2009 | Mejor actor            | Morgan Freeman | Candidato |
| 2009 | Mejor actor de reparto | Matt Damon     | Candidato |

### Globo de Oro
| Año  | Categoría              | Candidato      | Resultado |
| ---- | ---------------------- | -------------- | --------- |
| 2009 | Mejor director         | Clint Eastwood | Candidato |
| 2009 | Mejor actor-drama      | Morgan Freeman | Candidato |
| 2009 | Mejor actor de reparto | Matt Damon     | Candidato |